# Wincenta Zabłocka
Wincenta Zabłocka "Tekla" (1814–1874) – działaczka oświatowa, patriotyczna i kobieca.
Była córką Stanisława i Tekli z Zawiszów. W 1842 po utracie podczas powstania listopadowego narzeczonego Andrzeja Plichty, zesłaniu brata na Syberię oraz śmierci ojca wstąpiła do Zakonu Panien Kanoniczek świeckich na Marywilu. Należała do grupy Entuzjastek, przyjaźniąc się szczególnie z Narcyzą Żmichowską i Anną Skimborowiczową. Brała czynny udział w organizowaniu opieki nad więźniami politycznymi i ich rodzinami. Była członkinią Organizacji kierowanej przez Edwarda Domaszewskiego a następnie Henryka Krajewskiego, gdzie kolportowała nielegalną literaturę. W 1848 internowana w klasztorze w Imbramowicach, gdzie spędziła parę lat. Od końca lat 50. wraz z Wandą Umińską zajmowała się działalnością oświatową na wsi. Podczas powstania styczniowego organizowała opiekę nad zesłańcami. 
Narcyza Żmichowska tak ją scharakteryzowała we Wstępnym Obrazku w "Pogance": Tekla ciężkie przebyła straty, ale boleść nie zatruła jej stosunków z ludźmi, prawda, że też jedynie od losu nie od ludzi cierpiała. Zawsze spokojna i poważna, zdawało się jakoby doświadczone koleje ułatwiły jej tylko ogólną dla wszystkich dobroć. — O cóż się miała gniewać, o co niepokoić, kiedy ci, którzy byli wyrazem jej egoizmu na ziemi, a których byłaby może ukochała z całą słabością drobiazgowych kłopotów i kobiecej drażliwości, pod ziemią dawno spoczęli. — Sierota i wdowa bezdzietna, sama w sobie zwinęła się jak listek czułki mimozy, zbyt religijna, zbyt szlachetna jednak — w sobie, nie dla siebie zwinęła. Owszem, jej ponętna, pełna cichej godności uprzejmość wszystkie serca ujmowała, i co dziwniejszem zdawać się może, ze wszystkich serc te szczególniej, które namiętniej i gwałtowniej w młodych uderzały piersiach. Bo też trzeba powiedzieć, że Tekla wśród tylu kobiet, które znałam, jedna Tekla prawdziwie pobłażającą być umiała.